# Дівчина в кріслі (фільм)
«Дівчина в кріслі» (англ. The Girl in the Arm-Chair) — американська короткометражна драма режисера Аліс Гі 1912 року.

## У ролях
- Бланш Корнуолл
- Мейс Грінліф